# أنتونوف أن-218
أنتونوف إيه إن - 218 (بالأوكرانية:"Антонов Ан-218") هي طائرة نقل ركاب ذات بدن واسع من تصميم شركة أنتونوف. ذات محركان اثنان، وقادرة على نقل 400 راكب كحد أقصى.ألغى مشروع تصنيعها ولم يصنع منها أي قطعة.

## المواصفات

### الصفات العامة
- الطاقم: 2.
- القدرة الاستيعابية: 300/350/400 راكب.
- الطول: 59.79 متر.
- المسافة بين الجناحين: 50.0 متر.
- الارتفاع: 15.7 متر.
- مساحة الأجنحة: 270 متر².
- الوزن فارغة: 90,000-91,000 كجم.
- أقصى وزن محملة: 170,000 كجم.
- المحرك: محركان من نوع (Progress D18T1) يعطي قوة دفع 255 كيلو نيوتن.

### الأداء
- السرعة القصوى: 870 كيلومتر/ساعة.
- المدى: 11,500 كيلومتر.

### طائرات مناظرة
- إيرباص إيه 380.